# Anabas testudineus
Anabas testudineus é um peixe da família Anabantidae, que pode deslocar-se por extensões de terra sobre as nadadeiras peitorais.
Sua origem é a Malásia, Indonésia, Índia, sul da China. Onívoro, chega a um tamanho de 25 cm, vivendo em águas com temperaturas entre 22 a 28 graus Celsius, pH de 7 a 8 e até 25dH.
Ele tem sido encontrado em árvores, de onde vem seu nome popular: Anabás = "trepador".